# فرانسيسكو جاتورنو
فرانسيسكو جاتورنو (بالإسبانية: Francisco Gattorno)‏ هو ممثل مكسيكي وكوبي، ولد في 12 أكتوبر 1964 بسانتا كلارا في كوبا.

## أعمال

### مسلسلات
- خطيئتي

## وصلات خارجية
- فرانسيسكو جاتورنو على موقع IMDb (الإنجليزية)
- فرانسيسكو جاتورنو على موقع قاعدة بيانات الفيلم (الإنجليزية)